# تاریخچه حق رأی زنان
تاریخچهٔ حق رأی زنان (انگلیسی: History of Woman Suffrage) کتابی است که توسط الیزابت کدی استانتون، سوزان آنتونی، ماتیلدا جوسلین گیج و آیدا هاستد هارپر نوشته شده‌است. این کتاب که طی سال‌های ۱۸۸۱ تا ۱۹۲۲ در شش جلد نوشته شده به تاریخچهٔ حق رأی زنان که ابتدا در آمریکا آغاز شد، می‌پردازد. این کتاب با بیش از ۵٬۷۰۰ صفحه، منابع اصلی انجمن ملی حق رأی زنان آمریکایی از ابتدای آن را تشکیل می‌دهد. در سال ۱۹۲۰ با تصویب اصلاحیهٔ نوزدهم قانون اساسی ایالات متحده زنان آمریکایی حق شرکت در انتخابات را بدست آوردند. این کتاب بر اساس نقطه نظرات جریان مدافع حق رأی زنان به رهبری الیزابت کدی استانتون و سوزان آنتونی نوشته شده‌است.
با توجه به اینکه نوشتن این کتاب سود مادی نداشت، آنتونی در سال ۱۸۸۵ حق انتشار دو جلد کتاب را که پیش‌تر منتشر شده بود را خرید. او به عنوان تنها صاحب امتیاز این کتاب خودش آنر منتشر کرد و نسخه‌های زیادی از آن را به صورت رایگان در میان کتابخانه‌ها و افراد با نفوذ توزیع کرد. آنتونی هر شش جلد کتاب را به انجمن ملی حق رأی زنان آمریکایی اهدا کرد.

## نگارش و انتشار
سوزان بی. آنتونی و الیزابت کدی استانتون، رهبران انجمن ملی حق رای زنان آمریکایی (NWSA)، طرح نگارش تاریخچهٔ جنبش حق رأی زنان را در سال ۱۸۷۶ آغاز کردند. طرحی که بیش از ده سال روی زندگی آن‌ها سایه انداخت. در ابتدا به نظر می‌رسید که نوشتن این کتاب ساده است و نگارش آن تنها چهار ماه طول خواهد کشید در واقع آن‌ها کتابی ۵٬۷۰۰ صفحه‌ای را آغاز کرده بود که طی ۴۱ سال نوشته شده بود. این کتاب در سال ۱۹۲۲ یعنی بیست سال پس از مرگ استانتون و شانزده سال پس از مرگ آنتونی تکمیل شد.

## مقدمهٔ کتاب
در مقدمهٔ کتاب نوشته شده‌است «ما امیدواریم همکاریمان باعث شود دیگران در آینده تاریخچهٔ کامل‌تری از رفرم عظیمی را آغاز کنند که در جهان وجود داشته‌است. نخستین اعتراض سازمان‌یافته علیه بی‌عدالتی که بر شخصیت و سرنوشت نیمی از نوع بشر تأثیر گذاشته‌است».
نخستین جلد این کتاب به خاطرهٔ مری ولستون‌کرافت، پیشتاز جنبش حق رأی زنان و نویسندهٔ کتاب احقاق حق رأی زنان (۱۷۹۲)، اختصاص یافته‌است. سه جلد اول کتاب که به آغاز جنبش تا سال ۱۸۸۵ می‌پردازد توسط استانتون، آنتونی و ماتیلدا جوسلین گیج نوشته شده‌است.

## نگارخانه
کتاب تاریخچهٔ حق رأی زنان شامل بیش از ۸۰ تصویر از فعالان حقوق زنان است، از جمله این تصاویر چهار عضو اصلی آن است.

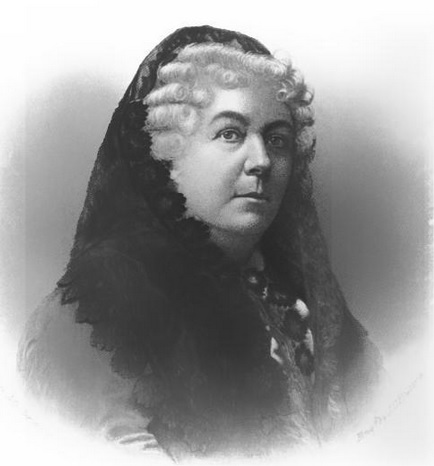
الیزابت کدی استانتون
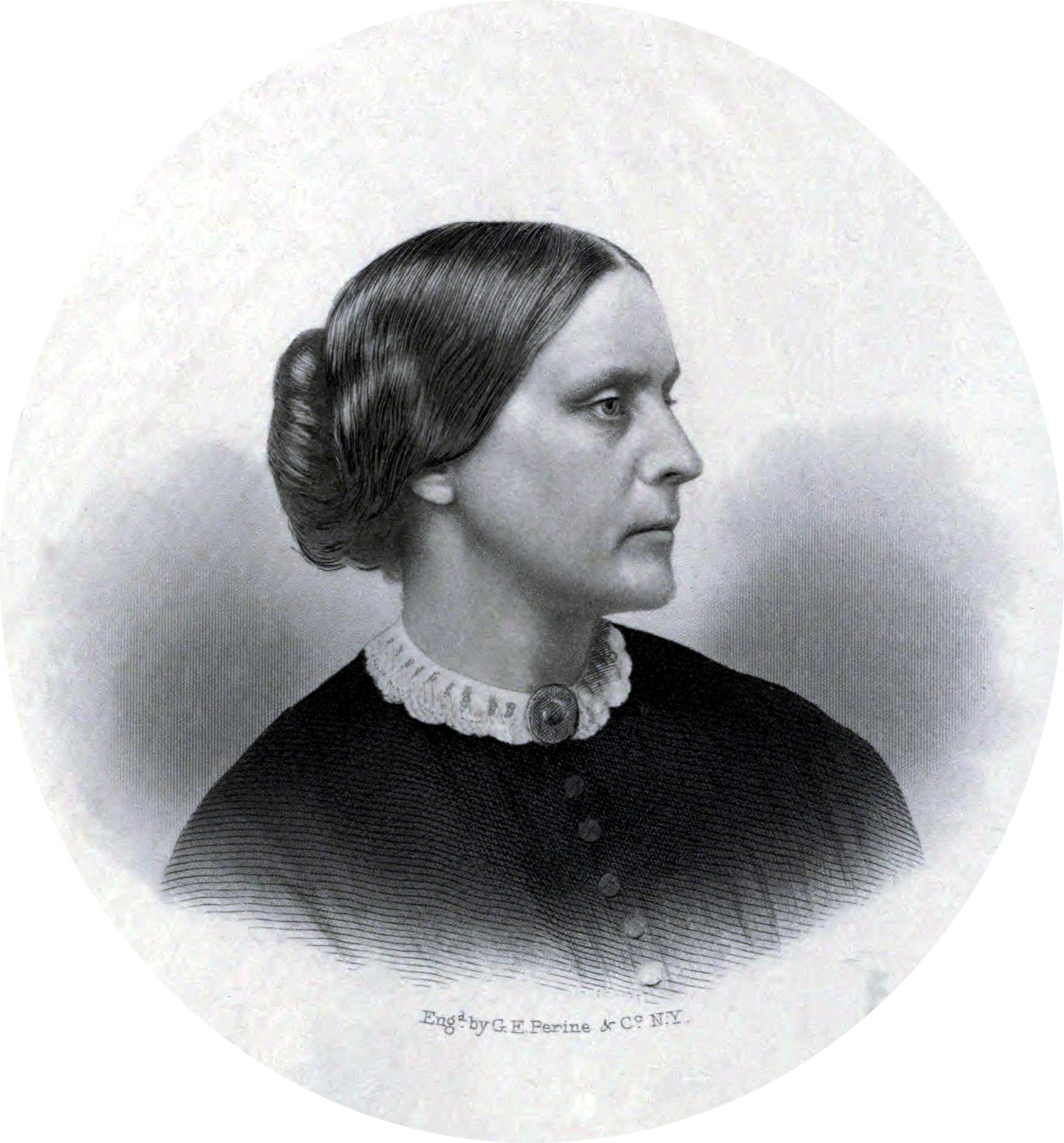
سوزان آنتونی
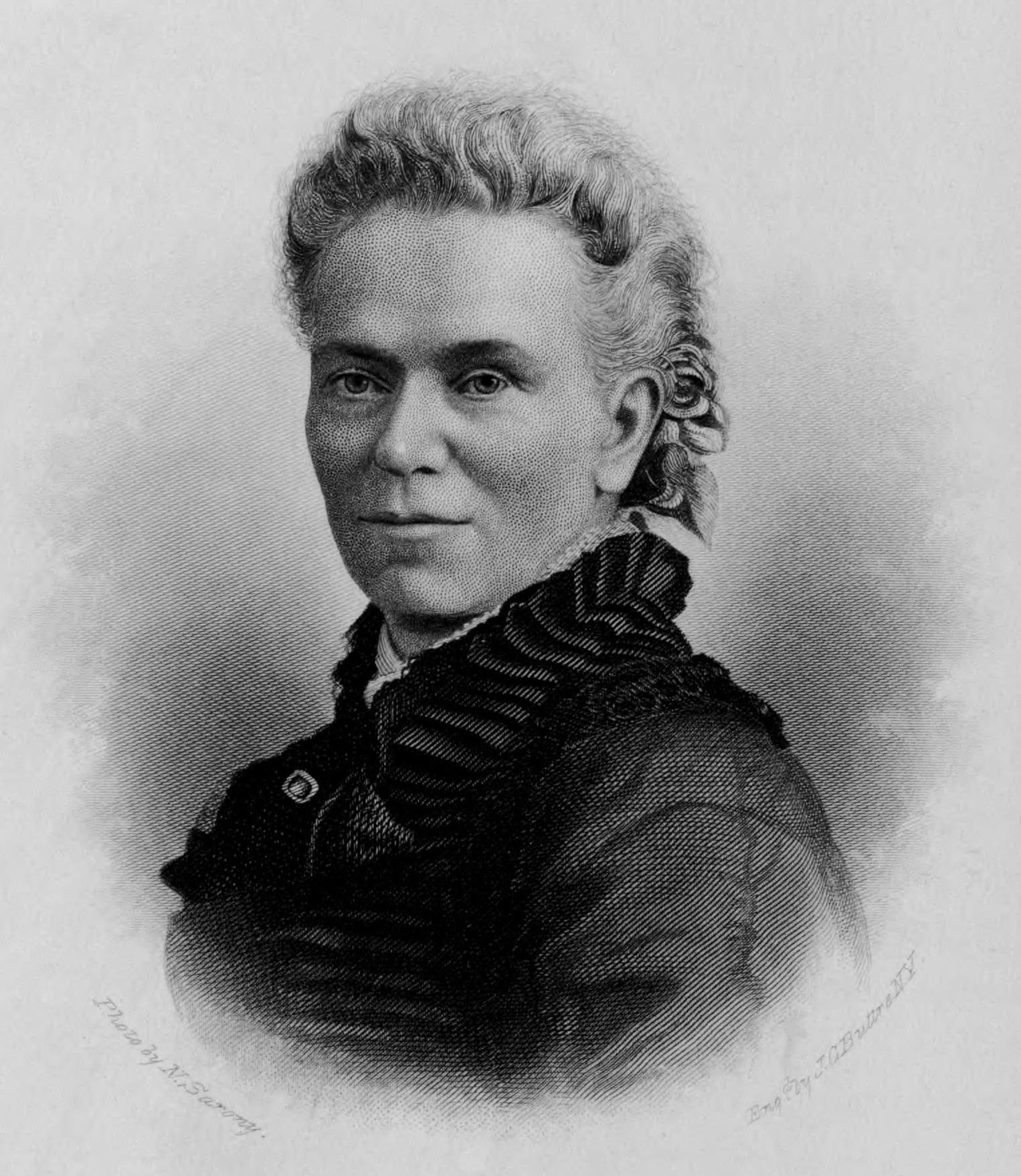
ماتیلدا جوسلین گیج
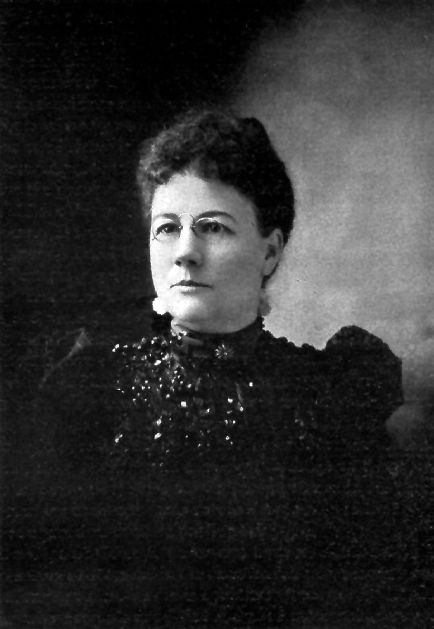
آیدا هاستد هارپر